# Боррель дель Казо, Пере
Пере Боррель дель Казо (кат. Pere Borrell del Caso, род. 13 декабря 1835 г. Пучсерда — ум. 16 мая 1910 г. Барселона) — испанский и каталонский художник, график и акварелист.

## Жизнь и творчество
Пере Боррель дель Казо родился на крайнем севере Испании, горном регионе Пиренеев, и был связан с родными местами всю свою жизнь. Его отец был столяром. Учился в Школе изящных искусств. Уже перебравшись в Барселону, он неоднократно посещает Пиренеи, свой дом там. Выставлялся по всей Испании. В 1878 году участвовал во Всемирной выставке в Париже. Писал в первую очередь виды природы, а также картины религиозной тематики — находясь под влиянием искусства назарейцев. Наиболее известное полотно художника — картина Бегство от критики, великолепный пример искусства обманки.
Боррелю дважды предоставлялась возможность возглавить известнейшую в Барселоне художественную школу, Ла-Лоджа (La Lotja), однако мастер предпочёл создать свою собственную Академию искусств. Здесь, под его руководством, учились такие испанские живописцы, как Рикард Канальс, Адриа Гуал, Рома Рибера, Шавьер Ногес и др. Четверо из его десяти детей, а именно дочь Мария и сыновья Рамон, Жули и Сальвадор, также стали художниками.